# Слободна Будимпештанска лука
Слободна Будимпештанска лука (мађ. Budapesti szabadkikötő) је трговачка лука која се налази на реци Дунав. Слободна Будимпештанска лука је највећа лука у Мађарској.

## Историја
Лука је изграђена 1928. године а контењерски терминал 1972. године. Данас је ова лука једна од најважнијих слободних лука у Европи.